# Das weisse Licht
Das weisse Licht ist ein Lied der Rockband Oomph!, das die Band 1999 als Vorabstück zu ihrem sechsten Studioalbum Plastik veröffentlichte. Es verdeutlichte die zunehmende Abkehr der Band vom Metal und wurde ein Chart- und Cluberfolg der Band.

## Hintergrund und Veröffentlichungen
Das Stück Das weisse Licht entstand in der Ausarbeitung des sechsten Studioalbums der deutschen Band. Nach Veröffentlichung von Unrein und dem Erfolg des Stücks Gekreuzigt bemühte sich die Gruppe um eine fortlaufende künstlerische Weiterentwicklung. Als beständiges Trio schrieb Oomph! daher an neuer melodischerer Musik. Nach den Jahren, in denen die Band mit harten Metal-Gitarren spielte, suchten die Musiker nach weiteren Ausdrucksmöglichkeiten. Insbesondere, dass Dero Goi klassischen Gesangsunterricht nahm, beeinflusste die Möglichkeiten der Weiterentwicklung. Eingespielt und produziert wurde das Stück von den drei Oomph!-Mitgliedern Rene „Flux“ Bachmann, Thomas „Crap“ Döppner und Stephan „Dero Goi“ Musiol im Nagelstudio in Calberlah. Das Mastering übernahm Ted Jensen im Klangart Studio in Braunschweig.
Virgin Records veröffentlichte Das weisse Licht im Vorlauf zum Album als Single am 30. August 1999 (Katalognummer: 7243 8 96169 2 7) und finanzierte ein von Wolf Gresenz gedrehtes Musikvideo, arrangierte Werbeauftritte auf VIVA Zwei sowie eine Tournee mit Skunk Anansie. Das Album selbst erschien am 8. Oktober 1999 (Katalognummer: 848090 2).

## Musik und Text
In Rezensionen sowie Rückschauen wurde die Abkehr von dem Genre Neue Deutsche Härte zu Gunsten eines erwachseneren Synth-Rocks und Elektro-Metals mit Anleihen an Faith No More hervorgehoben. Das weisse Licht wurde im 4/4-Takt und im Grundton E-Dur bei einem Tempo von 125 BpM geschrieben. Das Stück gilt als besonders energiegeladen und ausgesprochen tanzbar. Musik und Text des überwiegend balladesken Stücks mit eruptiven Refrain greifen harmonisch ineinander und transportieren einen dynamischen Wechsel zwischen Strophe und Refrain. Der Musikstil der Band variierte hin zu „[m]ehr Rock, weniger Metal, mehr Subjektivität, weniger Plakativität, mehr Breaks, weniger Riffs.“
Das Stück ist mit ruhigen Strophen versehen, die im dynamischen Wechsel zum Refrain stehen. In den Strophen des Stücks spricht Dero Goi während er im Refrain mit gereiftem Stimmvolumen zwischen Singen, Flüstern und Brüllen wechselt. Der Text ist derweil als eine dialogische Ansprache verfasst und handelt von einem Sexualmord aus Sicht des Täters. Die Klimax des Stücks ist die repetitive Refrainzeile „Fütter das weiße Licht für mich.“ Im Pre-Chorus erfragt das lyrische Ich dem Refrain vorausgehend die Erfahrungswelt seines Opfers mit Stereotypen die zum Teil Doppeldeutig zwischen sexuellen und christlichen Metaphern changieren. So unter anderem ob die angesprochene Person Engel singen hört, auch die Strophen des Stücks sind in ähnlich doppeldeutiger Form verfasst.

„Dein Schmerz in meinem Mund

Mein Schweiß in deinem Haar

Die Angst in deinem Blick

Endlich kennst du mich“

## Musikvideo
Das Musikvideo zeigt Aufnahmen der in dunkle Plastikoveralls gekleideten Band in einem weiß beleuchteten Raum das Lied spielend im Wechsel mit einem Handlungsstrang der Dero Goi in einer von menschlich wirkenden Androiden eingenommenen Vorstadtsiedlung zeigt. Dieser Handlungsstrang endet nach einer Operation in der Dero Goi selbst transformiert wurde mit einer Sequenz in der sich der Sänger die künstliche Haut vom Bauch reißt und die mechanischen Elemente darunter entdeckt.

## Erfolg und Rezeption
Insbesondere durch Interviews und die Rotation des Musikvideos zu Das weisse Licht auf VIVA Zwei erschloss sich Oomph! weitere Hörerschichten. Der Charterfolg des Stücks wurde von späteren Single-Veröffentlichungen überschattet. So folgten mit Fieber, ebenfalls vom Album Plastik und einige Jahre später Augen auf! Hits hinter denen der Erfolg von Das weisse Licht zurückstand.
Rezensenten sahen in Das weisse Licht ein „wunderschön[es] und dramatisch[es]“ Stück Synth-Rock, das als „ein echter Ohrwurm“ erscheine. Dabei wurde die Neuausrichtung der Gruppe erstmals deutlich und der erwachsenere Ansatz gelobt. Auch Wolf-Rüdiger Mühlmann nannte es in einer für das Metal-Magazin Rock Hard verfassten Albumbesprechung „ein getragenes, tanzbares und intensives Stück mit Ohrwurmcharakter“.
Chartplatzierungen
Das weisse Licht stieg am 13. September 1999 auf Rang 46 der deutschen Singlecharts ein, was zugleich die beste Platzierung darstellte. Die Single platzierte sich sieben Wochen am Stück in den Top 100, letztmals in der Chartwoche vom 25. Oktober 1999. Es avancierte für die Band nach Gekreuzigt (1998) zum zweiten Charthit in Deutschland und bis dato zur bestplatzierten Single bis zur Veröffentlichung des Nummer-eins-Hits Augen auf! (2003).